# Helmholtz-Zentrum für Infektionsforschung

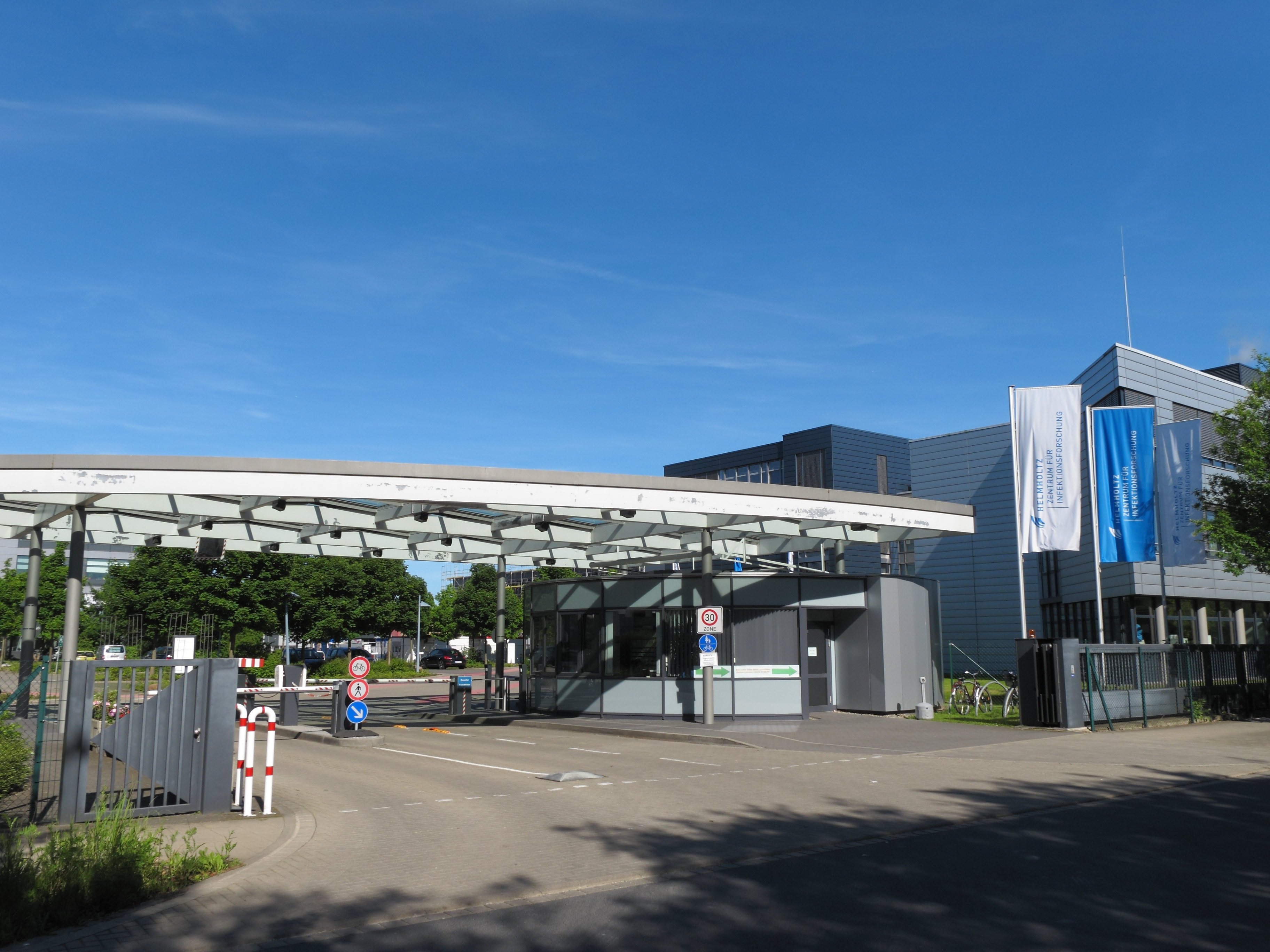
Eingang zum Gelände des HZI

Das Helmholtz-Zentrum für Infektionsforschung GmbH (HZI) entstand am 18. Juli 2006 durch Umbenennung
aus der Gesellschaft für Biotechnologische Forschung mbh (GBF) und ist ein Zentrum für Infektionsforschung im niedersächsischen Braunschweig. Es gehört der Helmholtz-Gemeinschaft Deutscher Forschungszentren an, der größten außeruniversitären Wissenschaftsorganisation Deutschlands.

## Geschichte
Das Institut mit Hauptsitz im Ortsteil Stöckheim hat eine jahrzehntelange Geschichte. Seine Entwicklung geht auf das Jahr 1965 zurück. Damals wurde in Braunschweig der Vorläufer des HZI gegründet, das Institut für Molekulare Biologie, Biochemie und Biophysik (IMB). Initiator war der Chemiker Hans Herloff Inhoffen (1906–1992). Er wurde von weiteren namhaften Wissenschaftlern unterstützt, insbesondere von dem Chemie-Nobelpreisträger Manfred Eigen.
1968 erfolgte ein wichtiger Schritt für die künftige Entwicklung und spätere staatliche Unterstützung: Mit Hilfe der Volkswagen-Stiftung wurde das IMB zur Gesellschaft für Molekularbiologische Forschung mbH (GMBF) umgewandelt.
1976 wurde das Institut in Gesellschaft für Biotechnologische Forschung (GBF) umbenannt und 2006 erhielt es seinen jetzigen Namen. Das HZI ist in der Rechtsform einer GmbH organisiert, Gesellschafter sind die Bundesrepublik Deutschland (90 %) sowie die Bundesländer Niedersachsen (8 %), Saarland (1 %) und Bayern (1 %).

## Schwerpunkt der Forschungsarbeit
Der Schwerpunkt seiner Arbeit liegt auf der Untersuchung von Krankheitserregern, die medizinisch relevant sind oder als Modell für die Erforschung von Infektionsmechanismen genutzt werden können. Das HZI beschäftigt rund 1000 Mitarbeiter und verfügt über einen Jahresetat von rund 58 Millionen Euro (Grundfinanzierung).
Das HZI arbeitet eng mit Hochschulen und anderen Forschungseinrichtungen im In- und Ausland zusammen und gehörte dem nationalen Genomforschungsnetz an. Gemeinsam mit der Medizinischen Hochschule Hannover bildet es Nachwuchswissenschaftler zu qualifizierten Infektionsforschern aus. Im November 2010 wurde es vom Bundesministerium für Bildung und Forschung als Partner für das Deutsche Zentrum für Infektionsforschung ausgewählt.

## Aktivitäten mit COVID-19-Bezug
Im Zuge der sich seit Ende 2019 ausbreitenden COVID-19-Pandemie beteiligt sich das HZI unter anderem mit der Erstellung von Simulationsmodellen zur möglichen Ausbreitung des Virus SARS-CoV-2, um die Regierung u. a. darin zu unterstützen, das richtige Ausmaß für z. B. Kontaktbeschränkungen oder Lockerungen zu finden. Seit 2015 entwickelt das HZI die Software Surveillance, Outbreak Response Management and Analysis System (SORMAS) zur Epidemiebekämpfung, die 2020 um ein COVID-19-Modul erweitert wurde und in den Gesundheitsämtern vieler Länder zum Kontaktpersonen-Management eingesetzt wird.
Nach Angaben der ARD-Sendung Kontraste arbeiteten Mitte März 2021 ein Viertel der deutschen Gesundheitsämter mit SORMAS.
Monika Strengert (aus der Abteilung von Gérard Krause) und Matthias Becker vom Gerätehersteller NMI (einem An-Institut der Universität Tübingen) sind die Hauptautoren der ersten Publikation mit Ergebnissen aus der groß angelegten Antikörper-Studie MuSPAD.
Ende 2021 veröffentlichte die Pressestelle des HZI einen Bericht über die Arbeiten und zusammengefasste Ergebnisse.
Die HZI-Mitarbeiterin Melanie Brinkmann ist stark in der Wissenschaftskommunikation über COVID-19 engagiert.

## Standorte
Neben dem Hauptsitz in Braunschweig verfügt das HZI über folgende Standorte und Tochterinstitute, die zum Teil gemeinsam mit universitären Partnern betrieben werden:
- BRICS – Braunschweig Integrated Centre of Systems Biology, Braunschweig
- Centre for Individualised Infection Medicine (CiiM), Hannover
- Centre for Structural Systems Biology (CSSB), Hamburg
- Helmholtz-Institut für Pharmazeutische Forschung Saarland (HIPS), Saarbrücken
- Helmholtz-Institut für RNA-basierte Infektionsforschung (HIRI), Würzburg
- HZI-Studienzentrum Hannover im Clinical Research Centre (CRC) Hannover
- TWINCORE – Zentrum für Experimentelle und Klinische Infektionsforschung, Hannover
- Helmholtz-Institut für One Health, Greifswald